# Momordica pterocarpa
Momordica pterocarpa är en gurkväxtart som beskrevs av Ferdinand von Hochstetter. Momordica pterocarpa ingår i släktet Momordica och familjen gurkväxter. Inga underarter finns listade i Catalogue of Life.